# Incredibili afflictamur
Incredibili afflictamur (o Incredibili afflictamur dolore) es una encíclica del Papa Pío IX publicada el 17 de septiembre de 1863, donde se dirige a los fieles, clero y gobierno colombiano con el fin de, por un lado repetir nuevamente la queja plasmada en su alocución Acerbissimum Vobiscum de 1852 con respecto a la persecución de la Iglesia en Nueva Granada (hoy Colombia), mientras que por otro lado, dar aliento al episcopado, clero y religiosos indicando:

«Entre tanto tributamos las mayores y más merecidas alabanzas a vosotros, Venerables Hermanos, que, luchando como buenos soldados de Cristo y peleando denodadamente, con singular constancia y fortaleza en el combate, en cuanto vosotros pudisteis hacerlo, ya de palabra, ya por medio de pastorales, habéis defendido la causa de la Iglesia, su doctrina, derechos y libertad, y habéis atendido cuidadosamente a la salud espiritual de vuestra grey y no habéis omitido prevenirla contra las impíos estratagemas de los enemigos y contra los peligros que amenazan a la Religión, sufriendo con fortaleza episcopal toda clase de gravísimas injurias, molestias y penosísimas asperezas. Por ello no podemos dudar que, en cuanto esté de vuestra parte, seguiréis con igual celo y denuedo —como hasta ahora con gran alabanza de vuestro nombre lo habéis hecho,— defendiendo la causa de Nuestra divina Religión y mirando por la salud de los fieles» (Encíclica Incredibili afflictamur dolore, Pío IX, punto 4º).